# بیمارستان آپادانا اهواز
بیمارستان آپادانا، اهواز در اتوبان قدس اهواز واقع شده و بیمارستانی خصوصی – درمانی است که در سال ۱۳۵۳ باظرفیت ۶۰ تخت ثابت، تأسیس  و در حال حاضر ۳۳ تخت دایر دارد.

## بخش‌های بیمارستان
بخش‌های موجود در این بیمارستان عبارتند از: جراحی، زنان و زایمان، چشم پزشکی و ارولوژی

## منبع
- درمان طب
- دفتر مدیریت بیمارستانی و تعالی خدمات بالینی وزارت